# تريب فيليبس
تريب فيليبس (بالإنجليزية: Tripp Phillips)‏ مواليد 26 أغسطس 1977 في نيوبورت نيوز، هو لاعب كرة مضرب أمريكي بدأ مسيرته كمحترف سنة 2001 يلعب باليد اليمنى. أعلى تصنيف له في الفردي كان 343. أعلى تصنيف له في الزوجي كان 29.

## روابط خارجية
- تريب فيليبس على موقع رابطة محترفي التنس (الإنجليزية)
- تريب فيليبس على موقع الاتحاد الدولي لكرة المضرب (الإنجليزية)
- تريب فيليبس على موقع خلاصة التنس.كوم (الإنجليزية)
- تريب فيليبس على موقع إي إس بي إن.كوم (الإنجليزية)